# Artxil d'Ibèria
Artxil I d'Ibèria (en georgià : არჩილი I) fou un rei d'Ibèria de la dinastia cosròida que va regnar del 411 al 435.
Fill i successor de Mitridates IV d'Ibèria, va regnar 24 anys segons les cròniques georgianes i també Moisès de Khorèn que l'anomena «Ardzil» i el fa contemporani del monjo armeni i creador de l'alfabet armeni, Mesrop Machtots (362-440)
Durant el seu regnat el país era vassall dels sassànides de Pèrsia. La crònica no obstant insisteix que el rei va intentar sostreure's de la influència persa amb l'ajuda dels grecs i del seu propi fill, amb el que va intentar reconquerir les províncies de Rani (Ran) i Mowacan, perdudes en regnats precedents i controlades ara per "l'eristavi Barzabod" que Cyril Toumanoff identifica amb un príncep de la dinastia dels Mihrànides. El conflicte s'hauria acabat finalment amb l'enllaç del príncep hereu Mitridates amb Sagdoukht, la filla de Barzabod.
Artxil I és també conegut com a constructor de l'església de Sant Esteve a Mtskheta. Durant el seu regnat van morir els tres bisbes de Geòrgia de manera successiva: Ioanes (mort el 429), Grigol (mort el 434) i Basili (mort el 436), i el rei va instal·lar al successor que la crònica anomena com Mobidan
Artxil I es va casar amb Maria, una dona grega de la família de l'emperador Jovià, amb la qual va tenir a Mitridates V d'Ibèria que el va succeir.